# Coppename
Coppename je řeka v Surinamu. Je dlouhá 273 km (včetně všech zdrojnic až 400 km) a její povodí zaujímá plochu 21 700 km². Průměrný průtok je 500 m³/s, rekordní naměřená hodnota dosáhla 4200 m³/s.
Řeka pramení ve Vilemíniných horách a teče severním směrem. Má tři hlavní zdrojnice, tzv. levou, střední a pravou Coppename, které se stékají nad Tonckenovými vodopády. Na horním toku protéká distriktem Sipaliwini a v jejím okolí byla vyhlášena přírodní rezervace Centrální Surinam. Nachází se zde žulové skalisko Voltzberg, které je vyhledávanou lokalitou pro pozorování ptáků.
Nejvýznamnějšími přítoky jsou Apampada, Tibiti a Coesewijne. Řeka Wayambo tvoří bifurkaci mezi Coppename a tokem Nickerie. Na dolním toku protéká Coppename přímořskou nížinou s deštnými lesy a vytváří četné meandry. V severní části Surinamu tvoří Coppename hranici distriktů Saramacca a Coronie. Vlévá se do Atlantského oceánu společným estuárem s řekou Saramacca. Zdejší mangrovy chrání přírodní rezervace Coppenamemonding.
Povodí Coppename prozkoumal jako první v roce 1901 Louis August Bakhuis. Okolo řeky žijí Maroonové, toto etnikum vzniklo smísením indiánů a uprchlých afrických otroků. Řeku překlenují dva mosty; nedaleko Witagronu byl v sedmdesátých letech postaven most konstrukce Bailey a blízko ústí v Boskampu byl vybudován most dlouhý 1 536 metrů, otevřený roku 1999. Vodní doprava je pro říční lodě možná od ústí řeky po její soutok s Wayambo a pro motorové čluny až po Raleighovy vodopády.